# Анненкова, Мария Николаевна
Мария Николаевна Анненкова (Струве) — российский скульптор XIX века.
Мария Анненкова была дочерью генерал-адъютанта, директора канцелярии Военного министерства Николая Анненкова. Около 1874 года она вышла замуж за дипломата Кирилла Струве. С 1862-го была фрейлиной императрицы Марии Александровны. В браке со Струве родила пятерых детей, четырёх дочерей и сына.
Анненкова училась в Императорской Академии художеств, её наставником был академик Иван Подозёров. Работы Анненковой были отобраны для трёх выставок академии (1868, 1873, 1874), уже в 1867-м она получила звание почётного вольного общника академии. О её творческом наследии известно немногое. Самым известным произведением Анненковой является медальон с портретом Петра I. Гипсовый медальон изображал императора на фоне «императорской мантии с короною, поддерживаемой крыльями государственного двухглавого орла». Изображение медальона широко использовалось при праздновании 200-летия со дня рождения Петра I и в газетах того времени сохранилось множество упоминаний о произведении Анненковой. В дневниковой записи министра внутренних дел Пётр Валуев от 7 апреля 1868 упоминается, что на выставке Академии художеств он видел меццорельеф работы Анненковой с изображением её отца. Тогда же на экспонировался её «Этюд головы (из глины)». Для выставки 1873-го были отобраны «Гипсовый бюст С. Я. Веригиной, урожд. графини Бальгари» и «Гипсовый бюст С. П. Шиповой, урожд. Ланской», а в 1874-м — «Бюст г-жи Нильсон (из терракоты)», «Бюст Бухарина (из гипса)» и «Бюст г-жи Паски (из мрамора)».
О Марии Николаевне современник Константин Скальковский отзывался как о женщине «редкого ума и образования». Сопровождая супруга в дипломатических миссиях, Мария Николаевна подолгу жила в Токио, Лондоне, Вашингтоне, везде в своих салонах ей удавалось собрать выдающееся общество из русских путешественников и официальных лиц. Сенатор Александр Половцов упоминает в своём дневнике, как договаривался с Марией Николаевной о проведении выставки коллекции бронзовой скульптуры, которую она собрала в Японии.

## Галерея
- Мария Николаевна с супругом Кириллом Струве
- Мария Струве, 1870-е